# Dłużewo (stacja kolejowa)
Dłużewo – zlikwidowana wąskotorowa stacja kolejowa w Dłużewie na linii kolejowej Dęby – Łomża Wąskotorowa, w powiecie łomżyńskim, w województwie podlakim, w Polsce.